# Colpochila infernalis
Colpochila infernalis är en skalbaggsart som beskrevs av Britton 1986. Colpochila infernalis ingår i släktet Colpochila och familjen Melolonthidae. Inga underarter finns listade i Catalogue of Life.